# Engie
Az Engie egy francia multinacionális energiaipari vállalat. 
Fő részvényese a francia állam, amely a tőke negyedét birtokolja (a tőke 23,64%-át és a szavazatok 33,84%-át).
2016-ban a vállalat mélyreható átalakításba kezdett, amelynek célja a fenntartható energiaforrásokra való illetve a digitális átállás.
2018-ban 158 505 alkalmazottja volt, forgalma 60,6 milliárd eurót tett ki.
A Brüsszelben, Luxemburgban és Párizsban jegyzett vállalat szerepel a CAC 40, BEL20 és Euronext 100 tőzsdeindexekben.